# Distretto di Česká Lípa

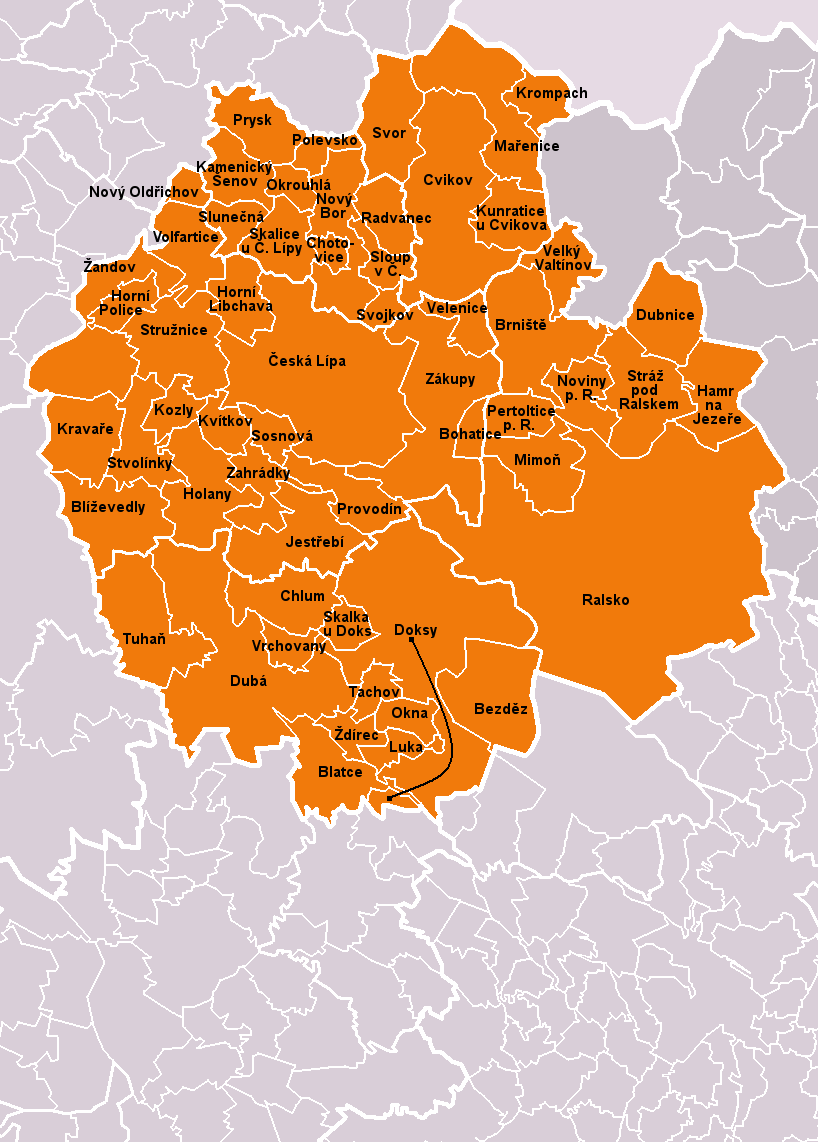
Comuni del distretto

Il distretto di Česká Lípa (in ceco okres Česká Lípa) è un distretto della Repubblica Ceca nella regione di Liberec. Il capoluogo di distretto è la città di Česká Lípa.

## Geografia antropica
Il distretto conta 57 comuni:

### Città
- Cvikov
- Česká Lípa
- Doksy
- Dubá
- Kamenický Šenov
- Mimoň
- Nový Bor
- Ralsko
- Stráž pod Ralskem
- Zákupy
- Žandov

### Comuni mercato
- Holany

### Comuni
- Bezděz
- Blatce
- Blíževedly
- Bohatice
- Brniště
- Chlum
- Chotovice
- Dubnice
- Hamr na Jezeře
- Horní Libchava
- Horní Police
- Jestřebí
- Kozly
- Kravaře
- Krompach
- Kunratice u Cvikova
- Kvítkov
- Luka
- Mařenice
- Noviny pod Ralskem
- Nový Oldřichov
- Okna
- Okrouhlá
- Pertoltice pod Ralskem
- Polevsko
- Provodín
- Prysk
- Radvanec
- Skalice u České Lípy
- Skalka u Doks
- Sloup v Čechách
- Slunečná
- Sosnová
- Stružnice
- Stvolínky
- Svojkov
- Svor
- Tachov
- Tuhaň
- Velenice
- Velký Valtinov
- Volfartice
- Vrchovany
- Zahrádky
- Ždírec